# Pictos

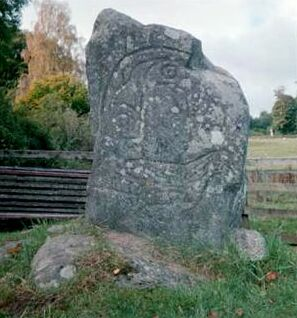
Pedra picta (Escócia).

Os Pictos eram um grupo de povos de língua celta que viveram nas atuais regiões do norte e leste da Escócia, a norte dos rios Forth e Clyde, durante a Idade do Ferro britânica tardia e os primeiros períodos medievais. Informações acerca da sua cultura e dos locais onde habitavam podem ser obtidos de textos datados dos inícios da idade média e de pedras pictas. Estas fontes relatam a existência de uma língua picta distinta, que hoje se acredita ter sido uma língua celta insular, intimamente relacionada à língua britónica falada pelos bretões que viviam a sul. O seu nome latino, Picti, aparece em registos escritos desde a Antiguidade Tardia ao século X.
Supõe-se que os pictos sejam descendentes dos Caledónios e de outras tribos da Idade do Ferro, mencionadas por historiadores romanos ou no mapa mundial de Ptolomeu. Os pictos e romanos tiveram uma relação de guerra frequente, algo que não se alterou com os seus vizinhos depois dos romanos se retirarem da Grã-Bretanha. Pictia ou Pictavia (Pictland em inglês) alcançou um grande grau de unidade política no final do século VII e no início do VIII por meio do reino em expansão de Fortriu, os Verturiones da Idade do Ferro. Por volta do ano 900, o super-reino picto resultante tinha-se fundido ao reino gaélico de Dalriada para formar o Reino de Alba (Escócia). Já no século XIII, tinha-se expandido para incluir o antigo reino britânico de Strathclyde, parte nortumbre de Lothian, Galloway e as Hébridas Exteriores (também conhecidas como Ilhas Ocidentais).
A sociedade picta era típica de muitas sociedades da Idade do Ferro no norte da Europa, tendo "amplas conexões e paralelos" com grupos vizinhos. A arqueologia dá alguma impressão da sociedade dos pictos. Embora muito pouco na forma de escrita picta tenha sobrevivido, a história picta desde o final do século VI é conhecida por uma variedade de fontes, incluindo a História Eclesiástica do Povo Inglês, escrito por Beda, vidas de santos como a de São Columba por Adomnano e vários Anais irlandeses.

## Etimologia
Acredita-se que o termo Pict se tenha originado como um exónimo genérico usado pelos romanos em relação às pessoas que viviam ao norte do istmo Forth-Clyde. A palavra latina Picti ocorre pela primeira vez num Panegírico escrito por Eumenius em 297 d.C e significa "pessoas pintadas ou tatuadas" (do latim pingere "pintar"; pictus, "pintado", cf. grego "πυκτίς" pyktis, "imagem").
Pict é Pettr em nórdico antigo, Peohta em inglês antigo, Pecht em escocês e Peithwyr ("pict-men") em galês. Alguns historiadores pensam que essas palavras sugerem uma raiz picta original, em vez de uma derivação latina.
Em textos irlandeses, uma infinidade de termos foi usada para se referir aos pictos e a um grupo de pessoas que viviam junto do povo de Ulaid na região oriental de Úlster: Cruthin, Cruthini, Cruthni, Cruithni ou Cruithini (irlandês moderno: Cruithne). É geralmente aceite que esses termos derivem de Qritani: « chefes », « primeiros », que é a versão gaélica do termo britónico Pritani. Daí surgiu a palavra Britanni, o nome romano para aqueles agora chamados de bretões. Foi, também, sugerido que Cruthin era um nome usado para se referir a todos os bretões que não foram conquistados pelos romanos, ou seja, aqueles que viviam além da Britânia romana, ao norte da Muralha de Adriano.
O que os pictos se chamavam é desconhecido, tendo sido proposto que se autodenominavam Albidosi, um nome encontrado na Crónica dos Reis de Alba durante o reinado de Malcolm I da Escócia, no entanto, essa ideia tem sido contestada. Uma identidade "picta" unificada pode ter sido consolidada com a hegemonia Verturiana estabelecida após a Batalha de Dunnichen em 685 d.C.

## História

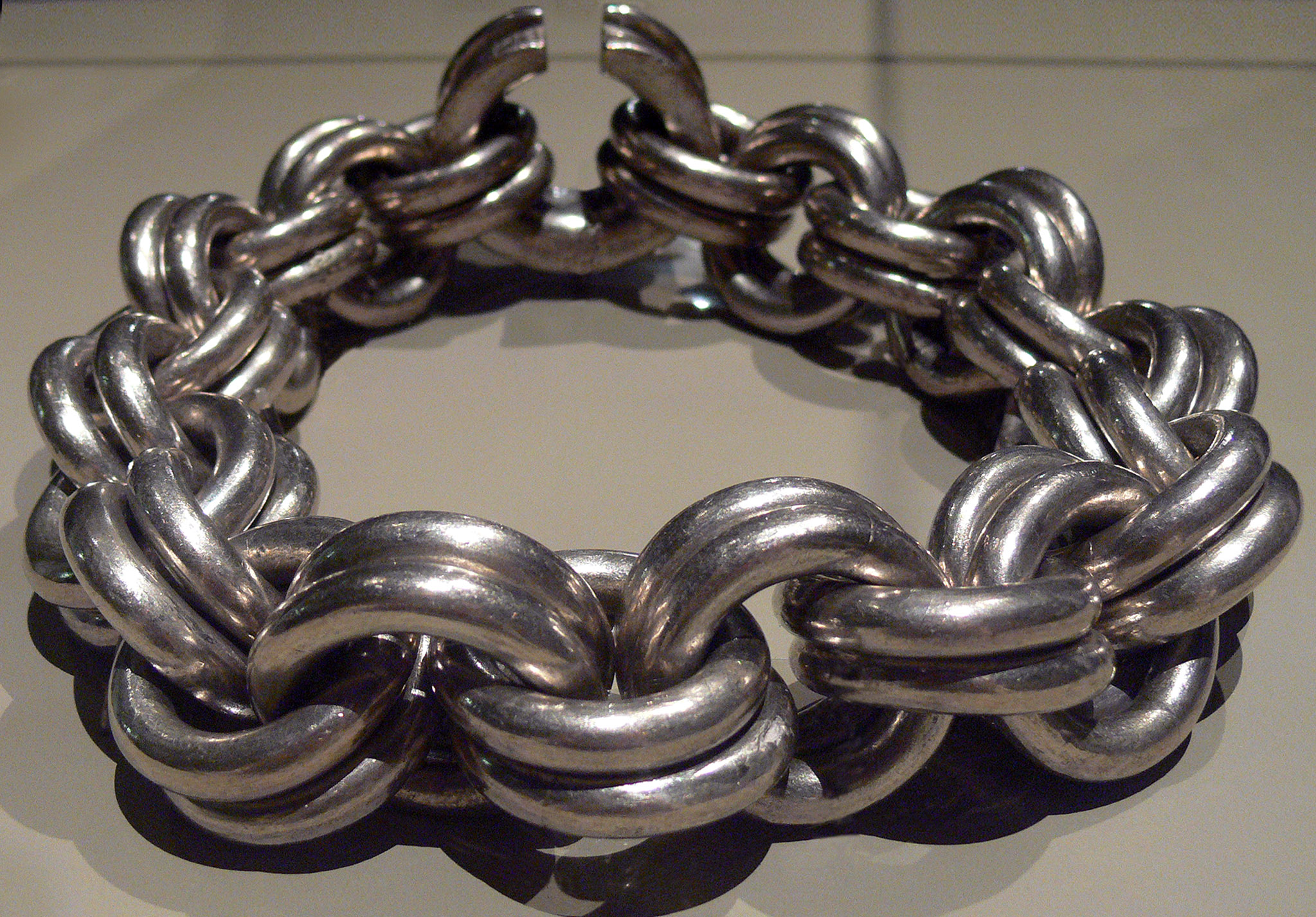
Whitecleuch Chain, corrente de prata picta de alto status, uma das dez existentes, datando de 400 a 800 d.C.

As circunstâncias em que, na Antiguidade Tardia, a confederação Picta foi formada são desconhecidas. Alguns historiadores especularam que foi em parte em resposta ao crescimento do Império Romano. A Crónica Picta, a Crónica Anglo-saxónica e os primeiros historiadores como Beda, Godofredo de Monmouth, Raphael Holinshed, entre outros, todos retratam os pictos como conquistadores de Alba provenientes da Cítia. No entanto, nenhuma credibilidade é agora dada a esse ponto de vista.
A região de Pictia já havia sido descrito por escritores e geógrafos romanos como o lar dos Caledónios. Foi também relatado por Ptolomeu e Amiano Marcelino que outras tribos teriam vivido na área, como os Verturiones, Taexali e Venicones. Com exceção dos caledónios, os nomes poderiam ser informações de segunda mão, ou mesmo derivados, talvez trazidos de volta aos romanos por falantes das línguas britónicas ou gaulesa, que podem ter usado nomes diferentes para o mesmo grupo ou grupos.
A primeira menção dos pictos é na obra de retórica de Eumène, em 297, Panegírico de Constâncio, onde evoca as vitórias deste último sobre o usurpador Aleto e a reconquista da ilha da Bretanha. Ele volta a mencionar novamente o povo dos pictos no ano de 309 ou 310, noutro panegírico, desta vez dirigido a Constantino. Amiano Marcelino menciona a participação dos pictos na coalizão bárbara de 368 na Bretanha.

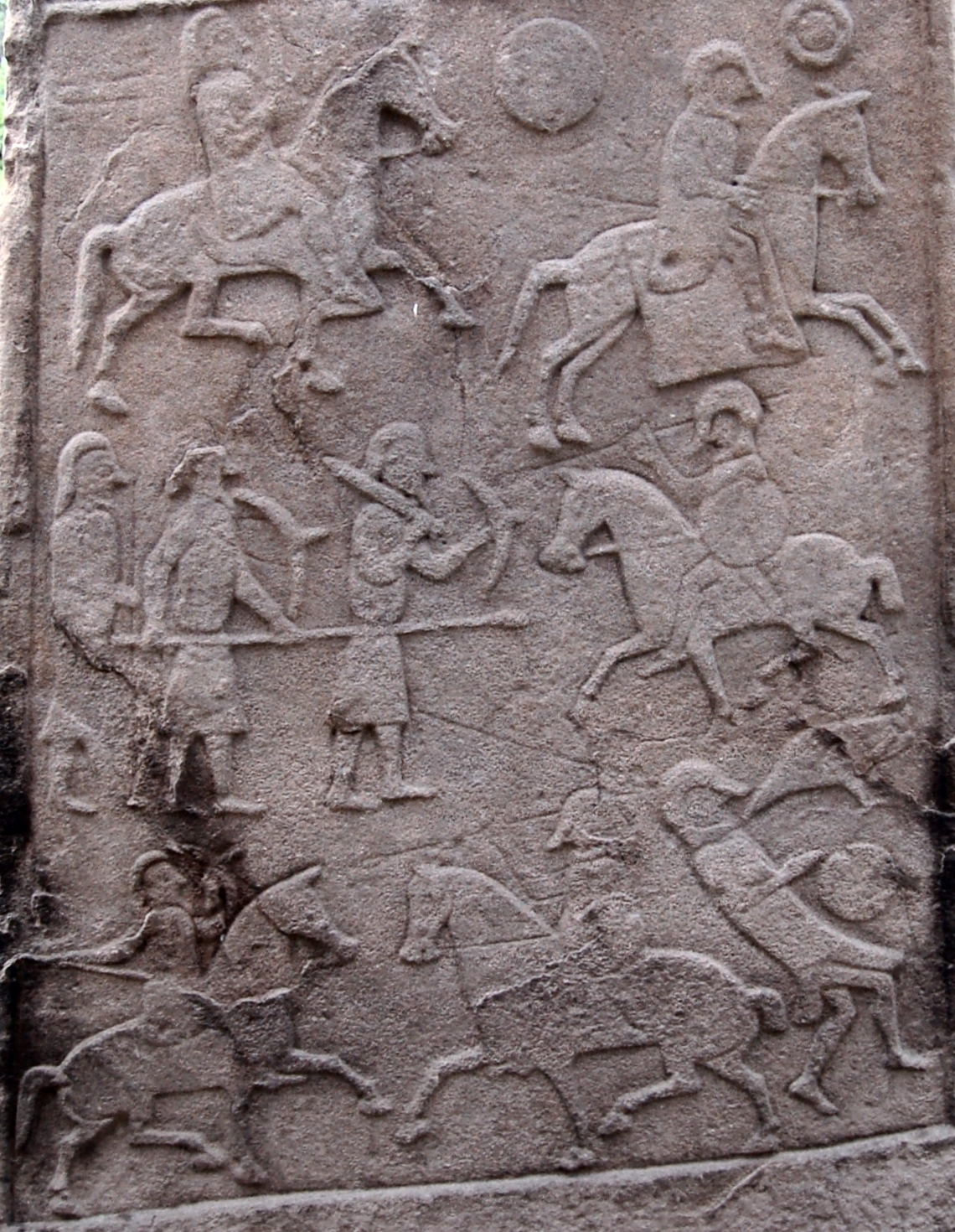
Cena da batalha em pedras pictas no local de Aberlemno, geralmente considerada como a Batalha de Dunnichen com os pictos à esquerda, os homens da Nortúmbria à direita e o cavaleiro Picta possivelmente representando o rei Bridei III.

A história picta registada começa no início da Idade Média. Naquela época, os gaélicos de Dalriada controlavam o que agora é Argyll, como parte de um reino que se estendia pelo mar entre a Grã-Bretanha e a Irlanda. Os Anglos da Bernícia, que se fundiram com Deira para formar o Reino da Nortúmbria, dominaram os reinos britânicos adjacentes e, durante grande parte do século VII, a Nortúmbria foi o reino mais poderoso da Grã-Bretanha. Os pictos eram provavelmente tributários deste reino até o reinado de Bridei III, quando, em 685, os Anglos sofreram uma derrota na Batalha de Dunnichen, que interrompeu a sua expansão para o norte. Os nortumbres continuaram a dominar o sul da Escócia durante o restante período picto.
Dalriada foi um súbdito do rei picto Óengus I, durante o seu reinado (729-761), e embora tivesse os seus próprios reis, desde a década de 760, não parece ter adquirido a sua independência política dos pictos. Posteriormente, Causantín (793-820), durante o seu reinado como Rei dos Pictos, colocou o seu filho Domnall no trono de Dalriada, que governou durante 24 anos (811-835). As tentativas dos pictos de alcançar um domínio semelhante sobre os britânicos de Alt Clut (Dumbarton) não tiveram sucesso.
A Era Viquingue trouxe grandes mudanças não só na Britânia e na Irlanda, como também na Escócia, com os viquingues a conquistar e colonizar as ilhas e várias áreas continentais, incluindo Caithness, Sutherland e Galloway. Em meados do século IX, Ketil Flatnose teria fundado o Reino de Mann e das Ilhas, governando muitos desses territórios. No final desse século os viquingues teriam destruído o Reino da Nortúmbria, aproveitando uma guerra civil em curso, enfraquecido enormemente o Reino de Strathclyde, subjugando-o ao tomar o Castelo de Dumbarton, e fundando o Reino de Iorque. Numa grande batalha em 839, os viquingues mataram o rei de Fortriu, Eógan mac Óengusa, o rei de Dalriada, Áed mac Boanta, e muitos outros. Em sequência a estes acontecimentos, na década de 840, Kenneth I da Escócia (Kenneth MacAlpin) tornou-se rei dos pictos.
Durante o reinado do neto de Cínaed, Constantino II da Escócia (900-943), os outros povos começaram a referir-se à região como o Reino de Alba, em vez de Reino dos pictos, mas não se sabe ao certo se isso ocorreu devido à criação de um novo reino ou se Alba era simplesmente uma aproximação mais semelhante ao nome picto dos pictos. No entanto, embora a língua picta não tenha desaparecido repentinamente, um processo de gaelização (que pode ter começado em gerações passadas) estava claramente em andamento durante o reinado de Constantino e dos seus sucessores. A um certo ponto, provavelmente durante o século XI, todos os habitantes do norte de Alba ter-se-iam tornado escoceses totalmente gaelicizados, e a identidade picta foi esquecida. Mais tarde, a ideia dos pictos como uma tribo foi revivida em mitos e lendas.

### Reis e Reinos
A história inicial da Pictia não é clara. No entanto, em períodos posteriores, existiram vários reis, governando reinos separados, com um rei (às vezes dois), a dominar mais ou menos os seus vizinhos mais pequenos.

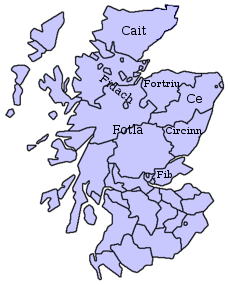
Localização aproximada dos reinos pictos, com base nas informações dadas

No que diz respeito à organização dos pictos, parece que os "reis pictos" nunca reinaram, exceto sobre uma confederação de chefias: havia vários "reinos" pictos contemporâneos entre si. De Situ Albanie, um documento tardio, a Crónica Picta, o Duan Albanach, junto com lendas irlandesas, foram usados para argumentar a existência de sete reinos pictos. A organização desses reinos permanece em grande parte hipotética, mas é possível que um "Rei Supremo" tenha existido. Em qualquer caso, a "realeza" dos pictos deve ter sido baseada no clã e não se sabe se foi exercida sobre um território bem definido.
No século VI, o reino de Fortriu talvez tenha dominado as terras ao redor de Scone e Dunkeld: o seu nome deve ser comparado ao da tribo Verturiones, citado no século II por Cláudio Ptolemeu e, no século III, por Amiano Marcelino. Beda ainda cita o reino de Fib (Fife) nessa época. A Crónica Picta oferece uma lista de sete reinos (o caráter simbólico do número pode tê-lo ditado), onde os representados a negrito são conhecidos terem tido reis:
- Cait, ou Cat, situado nas modernas Caithness e Sutherland;
- Ce, situado nas atuais regiões de Mar e Buchan;
- Circinn, talvez situado na atual Angus e nos Mearns;[32]
- Fib, atual Fife, agora conhecido popularmente como 'O Reino de Fife';
- Fidach, local desconhecido, mas possivelmente perto de Inverness;[33][34][35]
- Fotla, atual Atholl(Ath-Fotla);[36]
- Fortriu, relacionado com os Verturiones dos Romanos; recentemente mostrado como centrada na região de Moray.[37]

Contudo, mais pequenos reinos podem ter existido. Algumas evidências sugerem que um reino picto também existia em Órcades. É de notar que De Situ Albanie não é a mais confiável das fontes, e o número de reinos, um para cada um dos sete filhos de Cruithne, o fundador epónimo dos pictos, pode muito bem ser motivo para descrença. Independentemente do número exato de reinos e dos seus nomes, a nação picta não era uma nação unida.

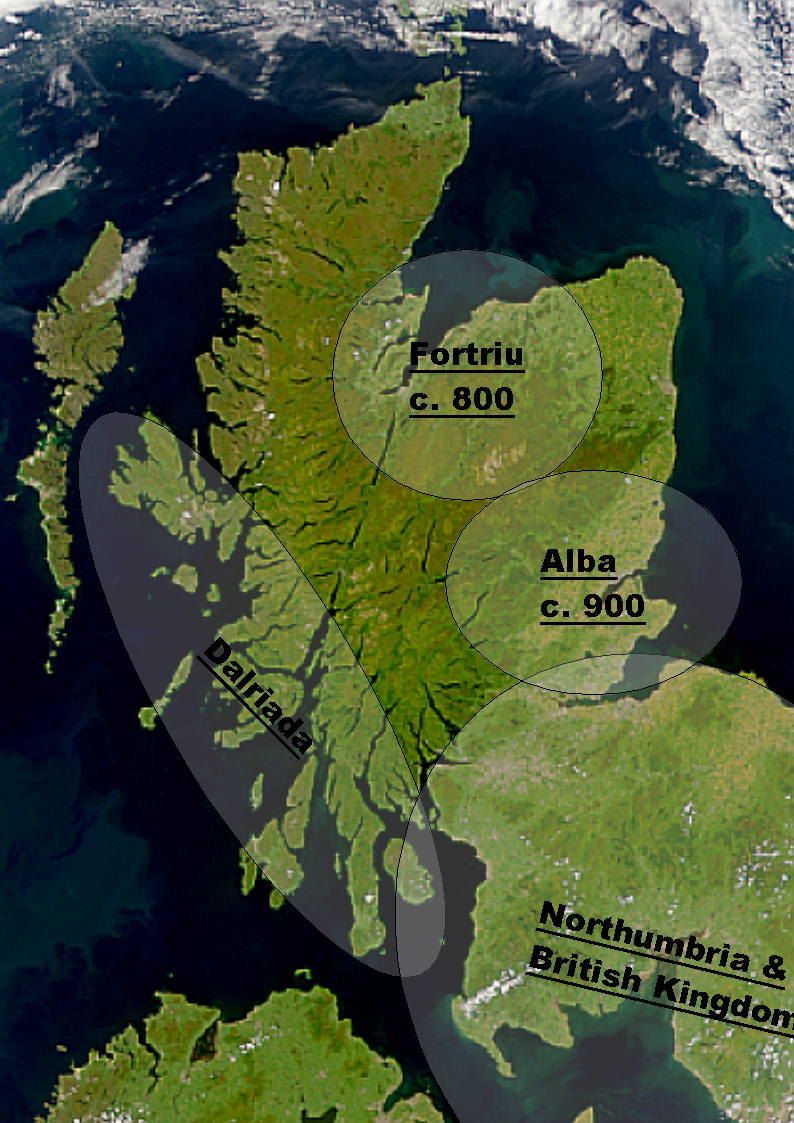
Mapa com as áreas aproximadas do Reino de Fortriu e vizinhos c. 800, e o Reino de Alba c. 900.

Durante a maior parte da história gravada pelos pictos, o reino de Fortriu parece dominante, tanto que rei de Fortriu e o rei dos pictos podem ter o mesmo significado nos Anais. Anteriormente, pensava-se que se encontraria na área ao redor de Perth e área sul de Strathearn o núcleo de Fortriu, no entanto, trabalhos recentes convenceram historiadores no campo que tal seria na região de Moray (um nome que se referia a uma área muito maior na Alta Idade Média do que ao atual condado de Moray).
Com base nas lendas irlandesas e numa declaração na história de Beda, considera-se que os pictos praticavam um estilo de sucessão de monarca matrilinear, o que resultou em sobrinhos a suceder aos seus tios. Os reis dos pictos quando Beda desenvolvia o seu trabalho eram Bridei e Nechtan, filhos de Der Ilei, que de facto reivindicaram o trono por meio da sua mãe, Der Ilei, filha de um antigo rei dos pictos. Foi também este sistema que permitiu que chefes estrangeiros governassem os pictos na Idade Média, como o escocês Kenneth I da Escócia. No entanto, "MacAlpin" pertencia à linhagem real do reino de Dalriada, e o seu governo sobre um povo unificado também foi facilitado pelo desastre de 839, onde Eóganan mac Óengusa, rei dos pictos, o seu irmão Bran, Áed mac Boanta, rei de Dalriada, "e outros quase inumeráveis" são mortos numa batalha travada pelos homens de Fortriu contra os viquingues. Alpin de Kyntire sucede Áed.
Na Irlanda, esperava-se que os reis viessem de entre aqueles cujo um bisavô teria sido rei. Os pais reais não eram frequentemente sucedidos pelos seus filhos, não porque os pictos praticavam a sucessão matrilinear, mas, porque eram geralmente seguidos pelos seus próprios irmãos ou primos, mais provavelmente homens experientes com a autoridade e o apoio necessários para ser rei. Este sistema era semelhante ao de Tanistry.

A natureza da realeza mudou consideravelmente ao longo dos séculos de história dos pictos. Enquanto os primeiros reis teriam de ser bem-sucedidos líderes de guerra para manter a sua autoridade, a realeza tornou-se menos personalizada e mais institucionalizada durante esse período. A realeza burocrática ainda se encontrava num futuro bastante longínquo quando a Pictia se tornou Alba, mas o apoio da igreja e a aparente capacidade de apenas um pequeno número de famílias poder controlar o reino durante grande parte do período do final do século VII em diante, proporcionou um grau considerável de continuidade. Quase no mesmo período, os vizinhos dos pictos em Dalriada e Nortúmbria enfrentaram dificuldades consideráveis, pois a estabilidade de sucessão e governo de que anteriormente beneficiavam havia terminado.
Acredita-se que os Mormaers (nome gaélico para um governante regional ou provincial) posteriores se tenham originado nos tempos dos pictos, e copiados ou inspirados nos costumes Nortumbres. Não é claro se os Mormaers eram originalmente ex-reis, oficiais reais ou nobres locais, ou alguma combinação entre estes. Da mesma forma, os condados e Thanages (Área de terra mantida por um Tano) pictos, vestígios dos quais são encontrados em tempos posteriores, são considerados como tendo sido adotados dos seus vizinhos do sul.
Na época de Venerável Beda, e se acreditarmos nos seus relatos, no início do século VIII, dois reinos, um "reino dos pictos do norte" e um "reino dos pictos do sul" foram estabelecidos em ambos os lados das montanhas Grampian.
Ainda assim, apesar das suas divisões, os pictos resistiram sempre ao Império Romano, e aos invasores germânicos por vários séculos. Eventualmente, o desaparecimento dos reinos dos pictos foi o resultado de um processo de fusão que culminou em meados do século IX com a criação da Escócia medieval. Nesse sentido, a regra de devolução do trono em vigor entre os pictos certamente desempenhou um papel importante.
No século VII, o rei Óengus I (r. 729–761) conseguiu unificar temporariamente os pictos. Óengus II, filho do rei escocês Fergus mac Echdach e uma princesa Picta, reinou conjuntamente sobre esses dois povos no início do século IX. Quando morreu em 834, o seu filho Eóganan sucedeu-o.
Outro fator na integração dos pictos e escoceses num único reino poderia, finalmente, ter sido a traição. Um documento do século XIV, o Polychronicon de Ranulf Higden, contém, de facto, uma passagem provavelmente derivada da Crónica Picta que menciona um massacre dos nobres pictos pelos escoceses, durante uma entrevista, por volta de 850. Esta foi a mítica traição de MacAlpin.

## Sociedade e Cultura

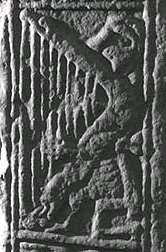
O harpista na Dupplin Cross (Scotland), c. 800 d.C.

O registo arqueológico fornece evidências da cultura material dos pictos, mostrando uma sociedade que não é facilmente distinguível dos seus vizinhos britânicos, gaélicos ou Anglo-saxões. Embora a analogia e o conhecimento de outras sociedades chamadas "celtas" (um termo que nunca utilizaram para si mesmos) possam ser um guia útil, esta estendiam-se por uma área muito grande. Contar com o conhecimento da Gália pré-romana ou da Irlanda do século XIII como um guia para os pictos do século VI pode ser enganoso se a analogia for levada longe demais.
Como a maioria dos povos do norte da Europa na Antiguidade Tardia, os pictos eram agricultores que viviam em pequenas comunidades. Gado e cavalos eram um sinal óbvio de riqueza e prestígio, ovelhas e porcos eram mantidos em grande número e os nomes de lugares sugerem que a transumância era comum. Os animais eram pequenos para os padrões posteriores, embora cavalos da Grã-Bretanha fossem importados para a Irlanda como gado para aumentar o tamanho dos cavalos nativos. De fontes irlandesas, parece que a elite se envolvia na criação competitiva de gado por tamanho, e pode ter sido o caso também em Pictia. As esculturas mostram caça com cães e também, ao contrário da Irlanda, falcões. As colheitas de cereais incluíam trigo, cevada, aveia e centeio. Os vegetais incluíam couve, repolho, cebola e alho-porro, ervilha, feijão e nabo, e alguns tipos não tão comuns, como o skirret. Plantas como alho selvagem, urtiga e agrião podem ter sido colhidas na natureza. A economia pastoril significava que peles e couro estavam prontamente disponíveis. A lã era a principal fonte de fibras para roupas, e o linho também era comum, embora não esteja claro se o cultivavam para obter fibras, óleo ou como alimento. Peixes, moluscos, focas e baleias foram explorados ao longo das costas e rios. A importância dos animais domesticados sugere que a carne e os produtos lácteos eram uma parte importante da dieta das pessoas comuns, enquanto a elite teria ingerido uma dieta rica em carne proveniente da agricultura e da caça.
Não se conhecem contrapartes pictas nas áreas de assentamento mais denso em torno de importantes fortalezas na Gália e no sul da Grã-Bretanha, ou qualquer outro assentamento urbano significativo. Maiores assentamentos, mas ainda não considerados grandes, existiam em torno de fortes reais, como no Forte de Burghead, ou associados a fundações religiosas. Nenhuma cidade é conhecida na Escócia até o século XII.
A tecnologia da vida quotidiana não se encontra bem registada, mas as evidências arqueológicas mostram que seria semelhante às da Irlanda e Inglaterra anglo-saxónica. Recentemente, foram encontradas evidências de moinhos de água em Pictia. Os kilns (câmaras termicamente isoladas) eram usados para secar grãos de trigo ou cevada, o que não é fácil no clima temperado mutável.

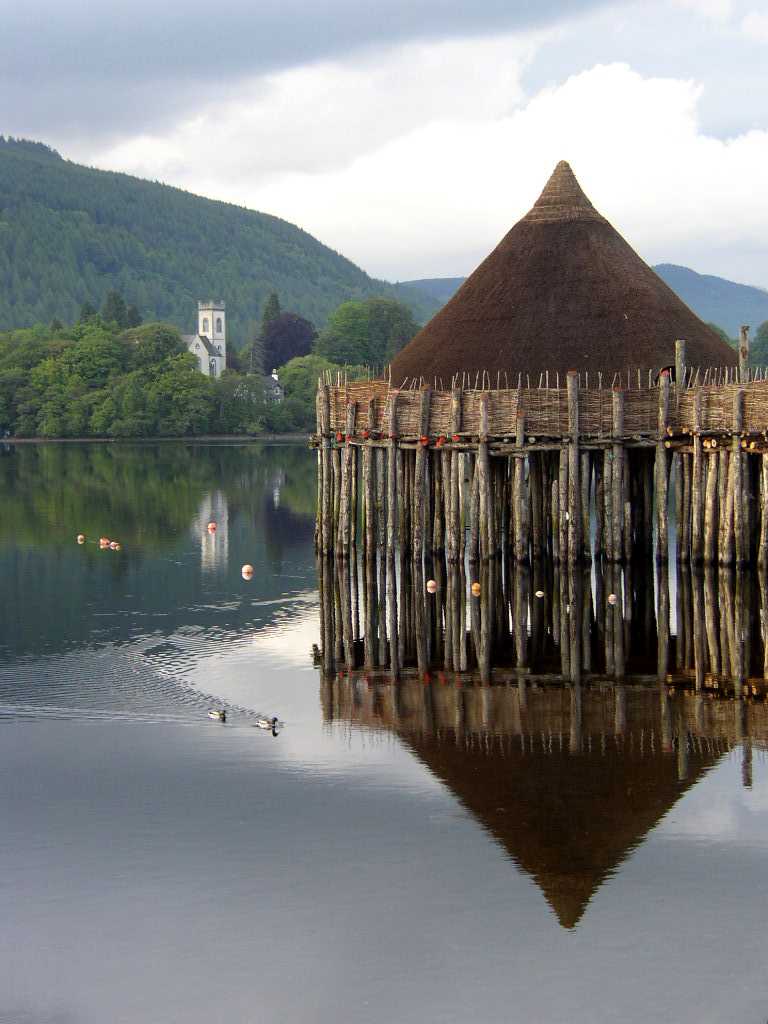
Reconstrução de um Crannóg em Loch Tay (Escócia).

Segundo alguns historiadores, os pictos podem ter usado uma língua celta, do grupo britónico. O irlandês São Columba, do século VI, relata que não conseguiu a compreender. No entanto, estariam familiarizados com a escrita Ogham, que foi derivada da escrita latina, mas as inscrições que deixaram são geralmente indecifráveis. Estudos mais recentes parecem indicar que a língua original dos pictos - ou pelo menos um substrato linguístico importante da sua língua - não fazia parte do grupo indo-europeu, mesmo que a pobreza do vocabulário conhecido não permita qualquer conclusão concreta.
Os primeiros pictos estão associados à pirataria e ataques ao longo das costas da Britânia romana. Mesmo no final da Idade Média, a linha entre comerciante e pirata não era clara, de modo que os piratas pictos eram provavelmente mercadores noutras ocasiões. Geralmente, presume-se que o comércio entrou em colapso com o Império Romano, mas isso é um exagero. Há apenas evidências limitadas de comércio de longa distância com a Pictia, mas foram encontrados utensílios de mesa e vasos de armazenamento provenientes da Gália, provavelmente transportados até o Mar da Irlanda. Esse comércio pode ter sido controlado de Dunadd em Dalriada, onde tais mercadorias parecem ter sido comuns. Embora viagens de longa distância fossem pouco comuns na época dos pictos, estavam longe de ser desconhecidas, como mostram as histórias de missionários, clérigos viajantes e exilados.

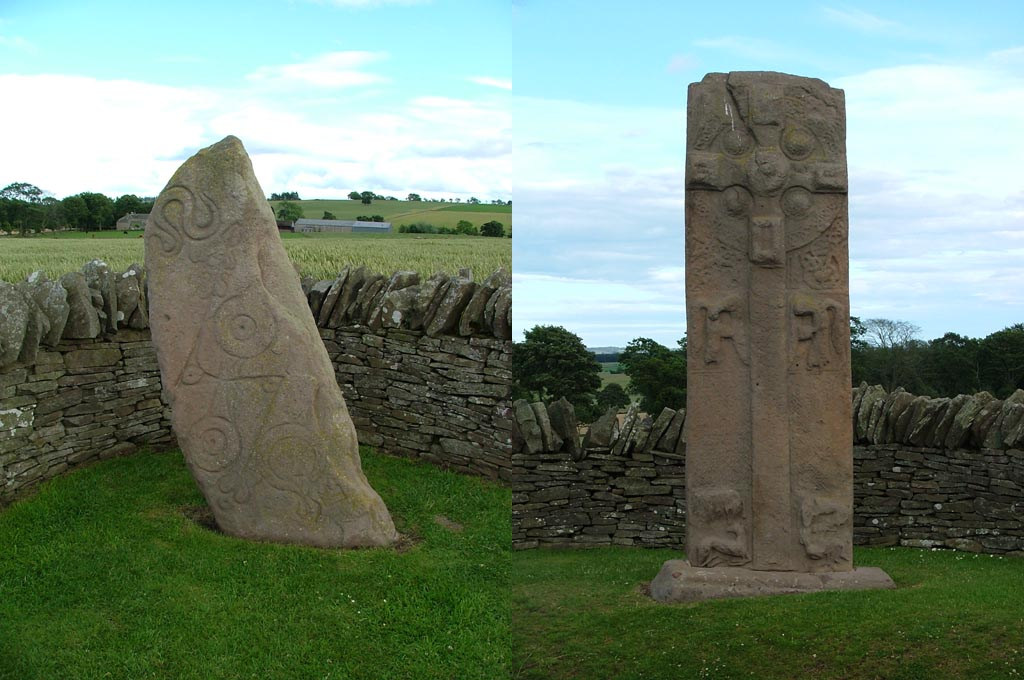
Pedras pictas em Aberlemno.

Os Brochs (estrutura de parede oca de pedra solta da Idade do Ferro encontrada na Escócia) são popularmente associados aos pictos. Embora estes tenham sido construídos no início da Idade do Ferro, com a construção a terminar por volta de 100 d.C., permaneceram em uso durante e além do período dos pictos. Os Crannógs, provavelmente originados no período Neolítico na Escócia, podem ter sido reconstruídos, e alguns ainda estariam em uso na época dos pictos. O tipo mais comum de edifícios teriam sido casas redondas (Roundhouse) e salões retangulares de madeira. Embora muitas igrejas tenham sido construídas em madeira, desde o início do século VIII, se não antes, algumas foram construídas em pedra. Os pictos deixaram muitas pedras em pé, decoradas com figuras geométricas (incluindo cruzes após a sua cristianização), ou figurativas: quadrúpedes, pássaros, caldeirões, carroças. Essas pedras “simbólicas”, sem dúvida, tinham um caráter sagrado, talvez associado aos ritos fúnebres.
Os pictos são normalmente associados a tatuagens, mas as evidências que o comprovam são limitadas. Representações naturalistas de nobres pictos, caçadores e guerreiros, homens e mulheres, sem tatuagens óbvias, são encontradas em pedras monumentais. Essas pedras incluem inscrições em escrita latina e ogam, nem todas decifradas. Os conhecidos símbolos pictos encontrados em pedras monolíticas e outros artefactos desafiaram as tentativas de tradução ao longo dos séculos. A arte picta pode ser classificada como "celta" e, posteriormente, como insular. Os poetas irlandeses retrataram os seus colegas pictos como muito parecidos com eles próprios.

## Religião

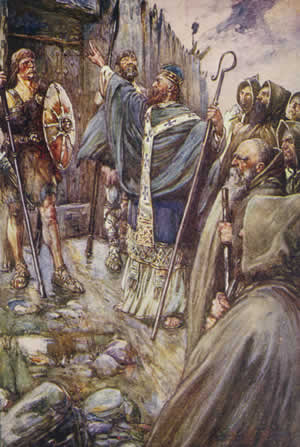
Uma representação do início do século XX do milagre de São Columba no portão da fortaleza do rei Bridei I, descrito na Vita Columbae de Adomnano, do final do século VII.

Embora apenas nomes de lugares permaneçam da era pré-cristã, presume-se que a religião dos primeiros pictos tenha sido similar ao politeísmo celta em geral. O momento exato em que a elite picta se converteu ao cristianismo é incerto, mas as tradições apontam para o surgimento de São Palladius (bispo da Irlanda) em Pictia após ter deixado a Irlanda, e ligam Abernethy a Santa Brígida de Kildare. Saint Patrick refere-se a "pictos infiéis", enquanto o poema Y Gododdin não faz comentários acerca dos pictos como pagãos. Beda escreveu que São Niniano (confundido por alguns com Saint Finnian de Movilla que morreu c. 589), teria convertido os pictos do sul. Trabalhos arqueológicos recentes em Portmahomack colocam a fundação do mosteiro lá, uma área que se pensava ser uma das últimas a ser convertidas, no final do século VI, contemporâneo de Bridei I e São Columba, mas o processo de estabelecimento do cristianismo em toda a Pictia ter-se-á estendido por um período muito mais longo.
A Pictia não foi apenas influenciada por Iona e pela Irlanda, tendo também laços com igrejas na Nortúmbria, como visto no reinado de Nechtan mac Der Ilei. A relatada expulsão de monges e clérigos de Iona por Nechtan em 717 pode ter sido relacionada com a controvérsia sobre a data da Páscoa e a maneira de realizar a cerimónia da tonsura. Neste caso, Nechtan parece ter apoiado os costumes romanos, mas também pode ter tido a intenção de aumentar o poder do rei sobre a igreja. Contudo, a evidência de nomes de lugares sugere uma ampla área de influência proveniente de Iona na Pictia. Da mesma forma, a Cáin Adomnáin (Lei de Adomnano, Lex Innocentium) conta Bridei (irmão de Nechtan) entre os seus fiadores.
A importância dos centros monásticos em Pictia não seria, talvez, tão grande como na Irlanda. Em áreas estudadas, como Strathspey e Perthshire, parece que a estrutura paroquial da Alta Idade Média existia no início da época medieval. Entre os principais locais religiosos da zona oriental de Pictia estavam Portmahomack, Cennrígmonaid (mais tarde St Andrews), Dunkeld, Abernethy e Rosemarkie. Ao que aparenta estes locais estão associados aos reis pictos, que defendem um grau considerável de patrocínio real e controlo da igreja. Portmahomack, em particular, foi assunto de escavações e pesquisas recentes, publicadas por Martin Carver.
O culto aos santos foi, como em todas as terras cristãs, de grande importância numa época mais tardia da história da Pictia. Enquanto reis podiam patrocinar grandes santos, como São Pedro no caso de Nechtan, e talvez Santo André no caso de Óengus II, muitos santos menores, alguns agora obscuros, eram importantes. O Santo picto Drostan parece ter tido muitos seguidores no norte nos tempos iniciais, embora tenha acabasse esquecido no século XII. O Santo Serf de Culross era associado a Bridei, irmão de Nechtan. Parece, como é bem sabido em tempos mais tardios, que grupos de parentesco nobres tinham os seus próprios santos padroeiros e as suas próprias igrejas ou abadias.

## Arte

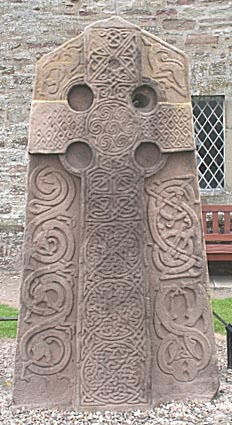
A Kirkyard Stone de Aberlemno, Pedra Picta classe II.

A arte picta aparece em pedras, trabalhos em metal e pequenos objetos de pedra e osso. Utiliza uma forma distinta de desenvolvimento do início da Idade Média celta geral, do estilo La Tène, com crescentes influências da arte insular da Irlanda e da Nortúmbria dos séculos VII e VIII e, posteriormente, da arte anglo-saxónica e irlandesa, à medida que o período medieval continua. Os sobreviventes mais visíveis são as muitas pedras pictas localizadas em toda a Pictia, de Inverness a Lanarkshire, mas em menor ou nenhum grau fora dela. Um catálogo ilustrado com essas pedras foi produzido por J. Romilly Allen como parte do The Early Church Monuments of Scotland ( "Os primeiros monumentos cristãos na Escócia", 1903 ), com listas dos seus símbolos e padrões, classificado num sistema de três partes que ainda se aplica. Os símbolos e padrões consistem em animais, incluindo a Besta Picta, o "retângulo", o "espelho e pente", "disco duplo e Z-rod" e o "crescente e V-rod", entre muitos outros. Há também saliências e lentes com designs de pelta e espiral. Os padrões são curvilíneos com hachuras. As lajes transversais são esculpidas com símbolos pictos, entrelaçamento de origem insular e imagens cristãs. No entanto, a sua interpretação é frequentemente difícil devido ao uso e obscuridade presentes, podendo o seu significado apenas ser especulado. Várias das imagens cristãs esculpidas em pedras, como David, o harpista, Daniel e o leão, ou cenas do encontro de São Paulo e Santo António no deserto, foram influenciadas pela tradição do manuscrito insular.

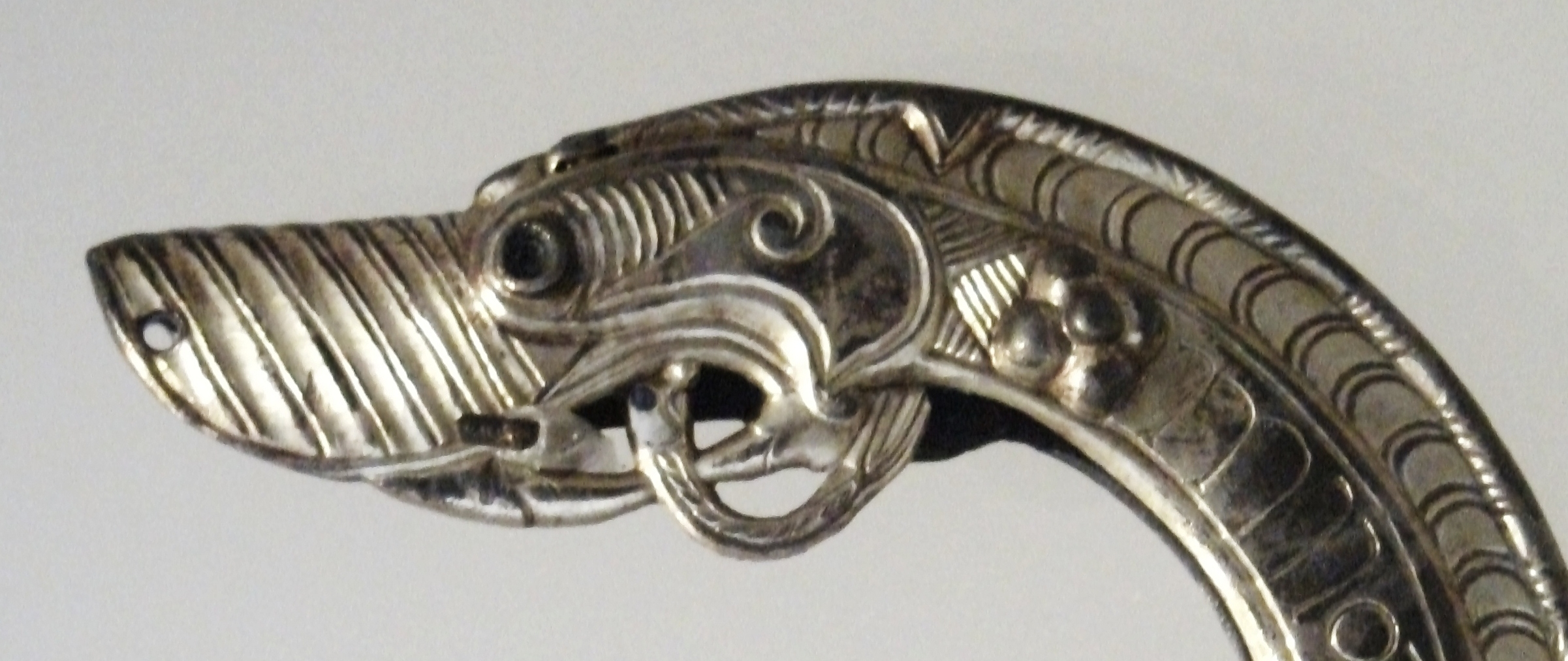
Cabeça de animal do Tesouro da Ilha de St Ninian, encontrado em Xetlândia.

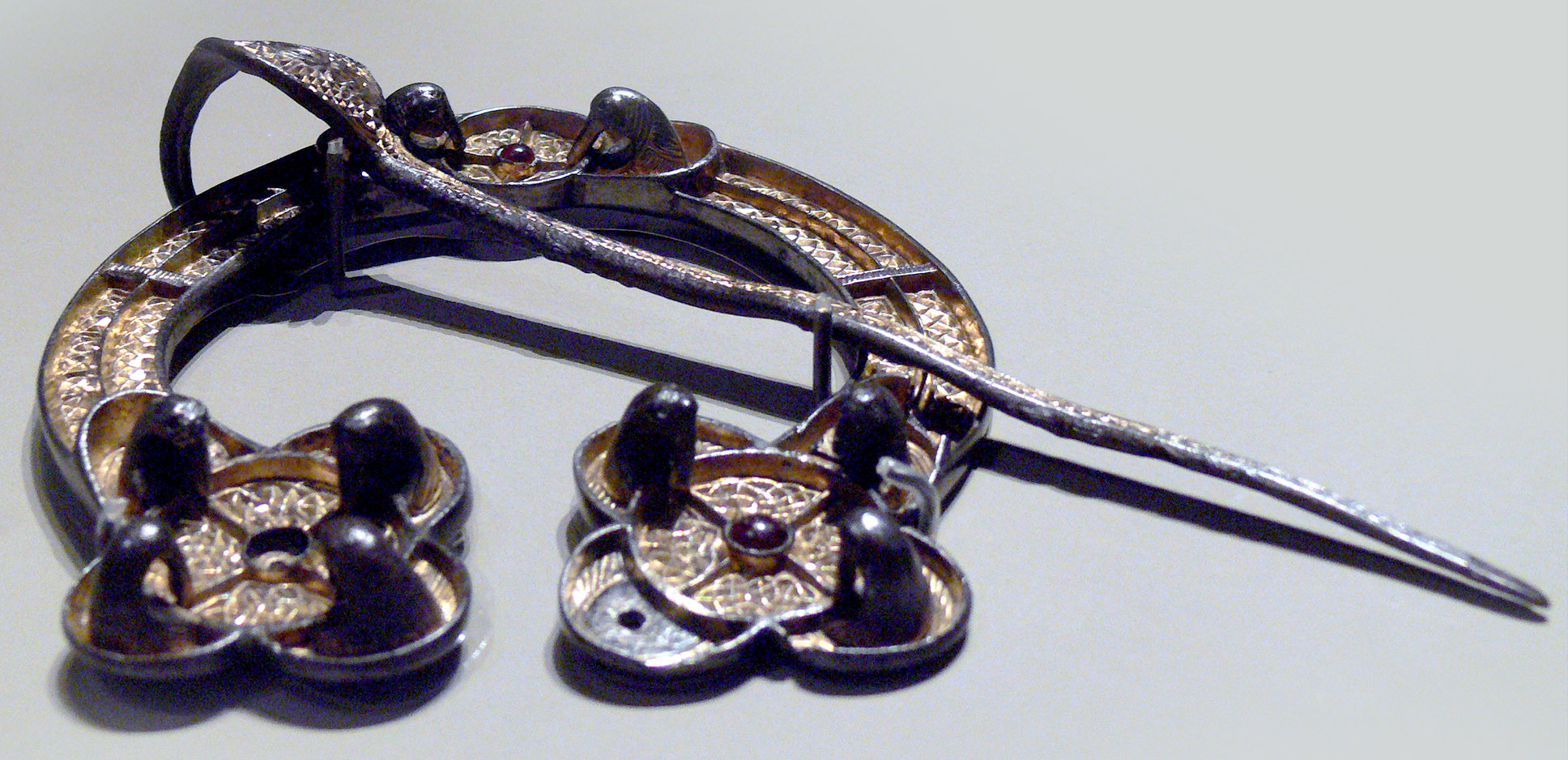
O Brooch Rogart, Museu Nacional da Escócia, FC2. Penanular Brooch pictórico, século VIII, em prata com douramento e vidro. Classificado como tipo Fowler H3.

Vestígios de trabalhos em metal pictos foram encontrados em toda a Pictia, mas também mais a sul. Os pictos pareciam ter uma quantidade considerável de prata disponível, provavelmente de ataques mais a sul, ou do pagamento de subsídios para impedi-los de o fazer. O grande tesouro de hacksilver romano encontrado em Traprain Law pode-se ter originado de qualquer uma das duas maneiras. Os objetos encontrados a sul consistem em pesadas correntes de prata com mais de meio metro de comprimento. O maior tesouro de metalurgia dos primeiros pictos foi encontrado em 1819 no tesouro de Norrie encontrado em Fife, mas infelizmente grande parte dele foi disperso e derretido. Duas famosas placas de prata e esmalte do século VII do tesouro, têm um "Z-rod", um dos símbolos pictos, numa forma particularmente bem preservada e elegante. Contudo, infelizmente, poucas peças comparáveis sobreviveram. Mais de dez pesadas correntes de prata, foram encontradas neste período. A corrente de Whitecleuch com ligação dupla é uma das duas únicas que possuem uma peça de ligação penanular nas pontas, com decoração de símbolos incluindo esmalte, mostrando que provavelmente foram usados como colares "gargantilhas".
Artesãos especializados parecem ter sido associados principalmente a lugares de estatuto elevado, como realeza ou nobreza. De Dunadd há evidências de cadinhos de ouro e prata, e moldes para a fabricação do famoso Tara Brooch. A agulha do esterno de Hunterston correspondente, datada do início do século IX, foi encontrada em Ayrshire. Esses Broochs eram símbolos de estatuto, e imagens em pedra mostram que as mulheres os usavam no peito e os homens nos ombros, possivelmente um empréstimo dos romanos. Nos séculos VIII e IX, após a cristianização, a elite picta adotou uma forma particular do Brooch celta da Irlanda, preferindo verdadeiros Penanular Broochs com terminais lobulados. Alguns Broochs pseudo-penanulares irlandeses mais antigos foram adaptados ao estilo picto, por exemplo, o Breadalbane Brooch (Museu Britânico). O Tesouro da Ilha de St Ninian contém a melhor coleção de formas pictas. Outras características do trabalho em metal dos pictos são fundos ou desenhos pontilhados e formas de animais influenciadas pela arte insular. O relicário de Monymusk do século VIII tem elementos do estilo picto e irlandês.

## Língua
A língua picta é uma língua extinta. As evidências encontram-se limitadas a nomes de locais, a nomes de pessoas encontradas em monumentos e registos contemporâneos noutras línguas. As duas primeiras argumentam fortemente que os pictos falavam línguas celtas insulares relacionadas com as línguas britónicas mais ao sul. Uma série de inscrições Ogam foram consideradas como não identificáveis como celta, e com base nisso, foi sugerido que línguas que não celtas também eram usadas.

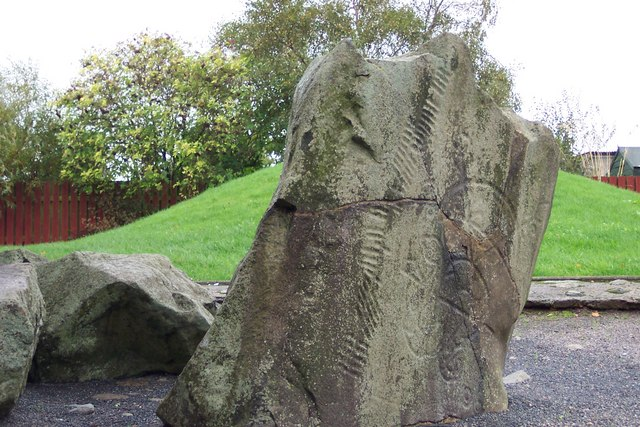
Dificuldades de tradução de inscrições ogam, como as encontradas na Brandsbutt Stone, levaram a uma crença amplamente difundida de que a língua picta não era uma língua indo-europeia.

A ausência de material escrito sobrevivente em picto - se as ambíguas "inscrições pictas" na escrita Ogam não forem contabilizadas - não indica uma sociedade pré-alfabetizada. A igreja certamente precisava ser alfabetizada em latim e não funcionaria sem copistas para produzir documentos litúrgicos. A iconografia picta mostra livros a ser lidos e carregados, com o seu estilo naturalista a supor que tais imagens representavam momentos da vida real. Apesar da alfabetização não ser difundida, seria bastante comum entre o clero sénior e nos mosteiros.
Evidências toponímicas demonstram a existência de uma língua britónica na região dos pictos. Esses nomes com elementos paralelos em galês, como pant ("oco"; Panbride), aber ("estuário"; Abernethy) e maen ("pedra"; Methven) são reivindicados para indicar regiões habitadas pelos pictos no passado. Alguns elementos de nomenclatura, como pit ("porção, parte"), podem ter sido emprestados do gaélico, e podem referir-se a "condados" ou "thanages" anteriores. A evidência de nomes de lugares também pode revelar o avanço da língua gaélica na região dos pictos. Conforme observado, Atholl, que significa Nova Irlanda, é atestado no início do século VIII. Fortriu também contém nomes de lugares que sugerem um assentamento gaélico ou influências gaélicas. Uma interpretação pré-gaélica do nome como Athfocla, que significa 'passagem norte' ou 'caminho norte', como no portal de Moray, sugere que o gaélico Athfotla pode ser uma interpretação errada do gaélico c minúsculo para t.

## Cultura Popular

### Pictos e fadas

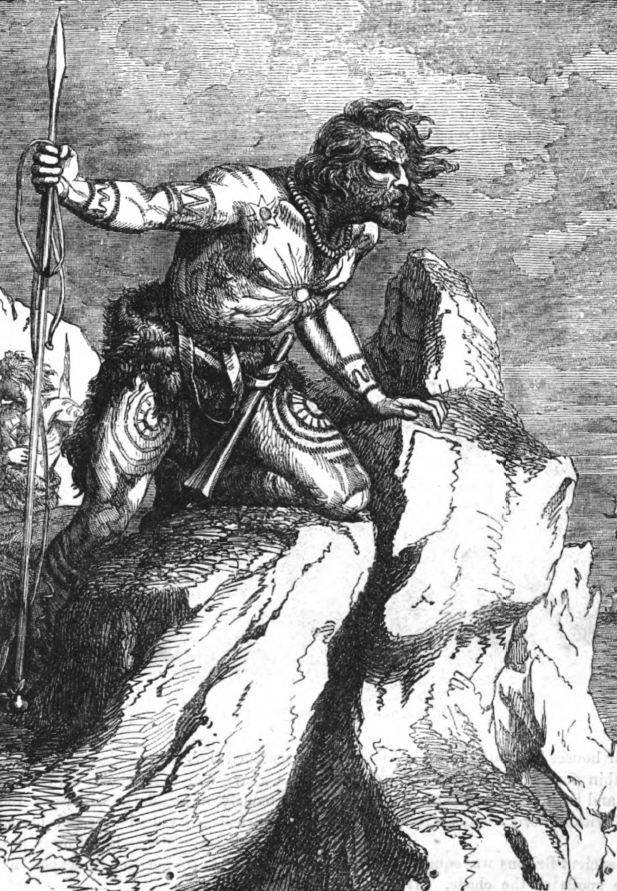
Picto representado num livro de história britânico do século XIX

No final do século XIX, o especialista em antiguidade e folclorista David MacRitchie desenvolveu a teoria dos pictos-pigmeus, levando muito a sério que as fadas nada mais eram do que a memória dos pictos nativos, que dizia serem muito pequenos. Como prova aponta para as suas pequenas portas (90 a 120 cm de altura), os pequenos quartos das moradias, o tamanho dos túmulos que, segundo ele, seriam os habitats dos pictos, etc.
MacRitchie referia-se a escritos antigos como o de Adão de Bremen, que na Historia Norwegiæ descreve os pictos das Ilhas Órcades como "pouco mais altos do que pigmeus".
O folclorista John Francis Campbell, citado por MacRitchie, também escreveu no seu trabalho Popular Tales of the West Highlands (1860-1862): “Acredito que houve um tempo em que havia uma pequena população nas suas ilhas que agora são lembradas como fadas [...] a fada provavelmente era uma picta”. Esta teoria cria várias outras no século XIX como a de anão-lapão ou sirenes-esquimó ou sirenes-finlandesa (por causa do seu lugar na pele de foca e caiaque).

### Música
No álbum Ummagumma (1969), os Pink Floyd apresentam um tema chamado "Several Species of Small Furry Animals Gathered Together in a Cave and Grooving with a Pict", que consiste, como o nome sugere, em várias espécies de pequenos animais peludos reunidos numa caverna a divertir-se com um picto. A faixa consiste em vários minutos de ruídos que lembram roedores e pássaros simulados pela voz de Roger Waters e outras técnicas, como bater no microfone tocado em velocidades diferentes, seguido por Waters a fornecer algumas estrofes de palavras faladas num som escocês exagerado.

### Literatura

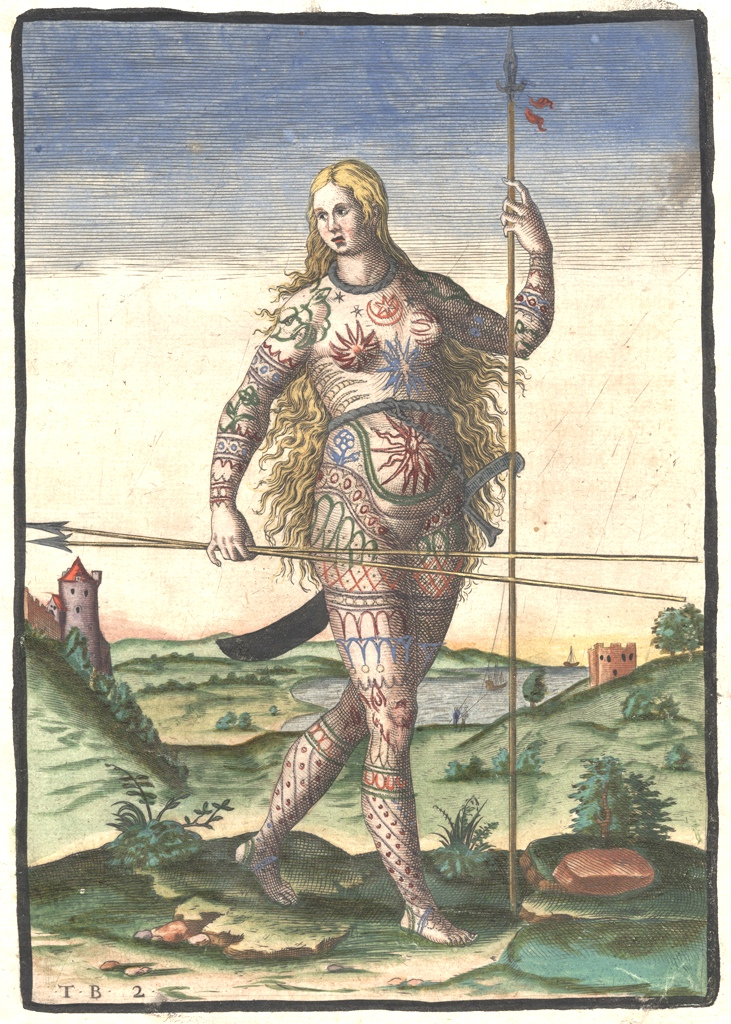
Desempenho imaginativo de uma mulher picta tatuada.

- O escritor britânico Rudyard Kipling dedica várias histórias aos pictos na sua coleção de histórias infantis Puck, Elfo da Colina, publicada em 1906;
- A história da Nona Legião Romana, Legio IX Hispana, inspirou a escritora britânica Rosemary Sutcliff a escrever o romance para jovens, A Águia da Nona Legião, publicado em 1954. Sutcliff vagamente se baseia no que era, então, um enigma histórico (as circunstâncias em que a legião desapareceu) para imaginar que a legião foi derrotada e massacrada pelos pictos. As personagens principais do romance aventuram-se além da Muralha de Adriano por volta de 140 d.C. para encontrar o emblema militar da legião perdida;
- Vários autores de fantasia inspiraram-se nos pictos, dirigindo-os ou baseando-se neles para inventar povos fictícios. No início do século XX, o escritor americano Robert E. Howard frequentemente retrata os pictos na sua nova fantasia, muitas das quais retratam Bran Mak Morn, apresentado como o último rei dos pictos, na sua luta contra o Império Romano. No início do século XXI a escritora Juliet Marillier cria um ciclo de romances, As Crónicas Bridei, sobre a vida dos pictos e gaélicos (outra tribo da mesma região) no século VI, mas incorporando elementos do maravilhoso.
- No romance Taltos de Anne Rice (o terceiro livro da saga Lives of the Mayfair Witches), é relatado que para se adaptar e viver pacificamente entre os humanos, os Taltos tornaram-se nos pictos.

### Banda Desenhada
- Em L'Affaire Francis Blake, de Jean Van Hamme com desenho de Ted Benoit, o primeiro álbum publicado sem Edgar P. Jacobs, o professor Philip Mortimer descobre uma caverna adornada com símbolos pictos;
- Em 2013, um álbum de banda desenhada da série Asterix, Astérix entre os Pictos, levou Asterix e Obelix para a Escócia. Esta edição tem a particularidade de ser o primeiro álbum em que os dois criadores originais da personagem (Albert Uderzo, falecido em 2020, e René Goscinny, falecido em 1977) não participaram.

### Cinema
- Heather Beer (Вересковый мед), curta-metragem de desenhos animados de 1974 produzidos por Kievnauchfilm Studies (Киевнаучфильм) e dirigido por Irina Gurvich (Ирина Гурвич, 1911-1995); é uma adaptação do poema de mesmo título de Robert Louis Stevenson, Heather Ale, que é baseado numa lenda de Galloway sobre a bebida urze dos pictos.[96][97][98]

- No filme de 1982 Conan, o Bárbaro, um explorador picto aparece na cena de abertura.

- Pictos também apareceram no filme George and the Dragon de 2004, dirigido por Tom Reeve e protagonizado por Michael Clarke Duncan, James Purefoy, Patrick Swayze, Jean-Pierre Castaldi e Piper Perabo.

- No filme King Arthur de 2004, os pictos são chamados de "Woads" e retratados como selvagens tatuados e pintados de azul liderados por um mago das trevas, Merlin. No filme mencionado, os pictos são inicialmente inimigos de Arthur, mas mais tarde acabam por se tornar seus aliados contra os saxões que lutam na Batalha do Monte Badon.

- O filme Centurion (2010), de Neil Marshall, mostra o confronto entre os pictos e a IX Legião Romana, sendo a sua destruição lendária, embora não corresponda ao que aconteceu na realidade, e segue as aventuras dos poucos sobreviventes caçados por selvagens pictos.

- O romance The Eagle foi o tema de uma adaptação cinematográfica de Kevin Macdonald em 2011 é mostrado o confronto entre pictos e romanos.

- Na série de comédia Kaamelott, Dame Séli, a sogra do Rei Arthur, é de origem Picta. O seu marido, o rei Leodagan de Carmelid, raptou-a do seio da sua tribo, na esperança de obter um resgate. Os pictos teriam concordado em pagar-lhe o dobro da quantia solicitada, desde que a mantivesse consigo.

### Videojogos

A personagem principal do jogo Hellblade: Senua's Sacrifice é uma jovem mulher picta.

Os pictos aparecem em várias franquias de jogos RPG com tema no final da Antiguidade, por exemplo, no jogo Pendragon de Greg Stafford, publicado em 1985, que inspirou tanto o período histórico real quanto a lenda arturiana. Os pictos também aparecem em role-playing games inspirados pelos contos de fantasia de Robert E. Howard, incluindo várias adaptações do universo de Conan, o Bárbaro.
Os videojogos históricos ou de fantasia histórica apresentam regularmente pictos. É o caso de Civilization V: Gods & Kings, uma expansão lançada em 2012 para o jogo de estratégia Civilization V da Firaxis Games, ou o jogo de tática/estratégia Total War: Attila da Sega em 2015, no qual os pictos são uma faction jogável.
Senua, a protagonista de Hellblade: Senua's Sacrifice é uma jovem mulher picta, que apresenta características visuais próprias dos pictos, como as pinturas faciais. Conforme o jogo avança, o jogador pode coletar informações sobre o seu passado que falam sobre a sua origem picta, a sua aldeia materna localizada numa ilha das Órcades, o modo de vida tribal e a invasão que sofreram pelos "Homens do Norte", que sabemos professarem a religião germânica, podendo supor que sejam de origem escandinava.
No jogo Stronghold Legends, durante a campanha do Rei Arthur na primeira missão, os pictos são um dos principais inimigos.
Em Assassin's Creed Valhalla, lançado em novembro de 2020, os pictos são os principais inimigos nas regiões do norte do mapa.

## Legado
A tradição medieval galesa credita a fundação do Reino de Venedócia aos pictos e rastreia as suas principais famílias reais - as casas de Aberffraw e Dinefwr - até Cunedda Wledig, que dizem ter invadido o norte do País de Gales a partir de Lothian.